# Andy van der Meijde
Andy van der Meijde, též často uváděn jako Andy van der Meyde (* 30. září 1979, Arnhem) je bývalý nizozemský fotbalista. Nastupoval především na postu záložníka.
S nizozemskou reprezentací získal bronzovou medaili na mistrovství Evropy ve fotbale 2004. V národním týmu působil v letech 2002–2004 a odehrál 17 utkání, v nichž vstřelil jednu branku.
S Ajaxem Amsterdam se stal dvakrát mistrem Nizozemska (1997/98, 2001/02) a získal tři nizozemské poháry (1997/98, 1998/99, 2001/02). S Interem Milán vyhrál pohár italský (2004/05).